# Hostinger
Hostinger International, Ltd é um provedor de Hospedagem Web de propriedade de funcionários e registrador de domínio na Internet, estabelecido em 2004. A Hostinger é a empresa-mãe da 000Webhost, Niagahoster e Weblink.
Fundada em Kaunas, Lituânia, em 2004, a empresa foi originalmente chamada de Hosting Media. Em 2007, sua subsidiária 000Webhost foi estabelecida. AHosting24, outra subsidiária, foi lançada em 2008 nos Estados Unidos, com data centers em Asheville, Carolina do Norte e no Reino Unido[carece de fontes?]. Em 2014 é lançada no Brasil a subsidiária WebLink.
Em 2021, a Hostinger foi listada como uma das empresas que mais crescem na Europa. E oferece serviços de hospedagem de sites em mais de 170 países.
Em 2021, um grupo de investidores liderado pelos empresários alemães Jochen Berger e Thomas Strohe investiu na Hostinger. Eles adquiriram 31% das ações da Hostinger de funcionários de longa data e se tornaram membros do conselho da empresa.

## Subsidiárias
A partir de 2014, a empresa possui quatro subsidiárias sob sua propriedade:
- 2004 — Hostinger. É um estabelecimento lituano de propriedade de funcionários com sede em Kaunas. Era conhecido como Hosting Media antes de ser renomeado em 2011. Atualmente, a empresa fornece hospedagem na Web, VPS, serviços de hospedagem em nuvem e registro de domínio.
- 2007 — 000Webhost. Em 2015, o site sofreu uma violação de dados de 13,5 milhões de usuários, incluindo seus endereços IP, endereços de e-mail e senhas em texto simples.[5]
- 2008 — Hosting24. Plataforma de hospedagem de sites.
- 2013 — Niagahoster. Empresa indonésia de hospedagem na Web, lançada em 2013.
- 2014 — Weblink. Marca de hospedagem na web lançada em 2014, com sede no Brasil.

## Centros de dados
A Hostinger possui data centers em sete locais ao redor do mundo:
- Brasil
- Indonésia
- Lituânia
- Os Países Baixos
- Cingapura
- Reino Unido
- Estados Unidos